# Балабине
Балабине (на украински: Балабине) е селище от градски тип в Южна Украйна, Запорожки район на Запорожка област. Основано е през 1777 година. 

## История
В околностите на селото има няколко надгробни могили, т.нар. Сиротинини гробове, в които са открити погребения от бронзовата епоха (II хил. пр. н. е.), скитско време (V-IV в. пр. н. е.) и номади от X-XII век. (печенеги и кумани).
Селището е основано за първи път през 1777 г. като село Петровска (украински: Петрівська). През 1777 г. генерал-майор Иван Балабин, началникът на снабдяването на Южната армия, получава 10 650 акра земя (приблизително 11 635 хектара) в района на сегашното село Балабино и настанява там своите крепостни селяни. 
Селото получава първото си име - Петровка - в чест на сина на земевладелеца Петър Балабин, командир на едно от загражденията на морските пехотинци, който участва в кампанията срещу Рим и влиза в него на 30 септември 1739 г.
В средата на 19 век селото става собственост на графиня Анна Дмитриевна Строганова.
На картата на Александровския окръг от 1910 г. селото е обозначено като център на волост Петровское-Строганово.
Сегашното си име Балабино получава след 1917 г.
През 1938 г. то е преименувано на Балабине и получава статут на селище от градски тип.
По време на Великата отечествена война през 1941-1943 г. селото е под германска окупация. На 24 септември 1943 г. щабът на 3-та гвардейска армия възлага на 5-та гвардейска мотострелкова бригада задачата да напусне зоната на концентрация (близо до селата Трудолюбовка и Еленовка) в изходния район за настъпление (по линията Григориевска ферма - Шевченковска ферма) и започват подготовка за настъпление в посока Новоалександровка, Балабино. На 29 септември 1943 г. бригадата преминава в настъпление. След приключването на боевете за Новоалександровка, на 14 октомври 1943 г. започват боевете в покрайнините на Балабино, а през нощта на 14 срещу 15 октомври 1943 г. бригадата превзема селото.

## Географско местоположение
Намира се на левия бряг на язовир Каховка на река Днепър в Украйна, на юг от Комунарския район на Запорожие. Нагоре по течението граничи с град Запорожие, надолу по течението граничи с град Кушугум. В близост се намират магистрала Е-95 Харков-Симферопол и магистрала и жп линия Н-08, гара Кушугум е на 1,5 км. 

## Население
През 1989 г. населението е 6187 души.  Според Преброяването на населението в Украйна през 2001 година числеността е 5668 души,към 1 януари 2013 г. - 6166 души Населението за 2021 г. е приблизително 5 916. 
Големи промени в селото настъпват с идването на Владимир Сосуновски като председател на селския съвет през 2018 г. Той е бил награден с "Орден за единство и слава" за развитието на селото https://rada.info/rss/0/през%5B%5D 2010 г.  По това време в селото е изградено централизирано сметоизвозване до градското сметище, изградено е улично осветление, изградени са пешеходни тротоари и са асфалтирани пътища. Балабино има репутацията на здраво и спортно селище, в което успешно работят секции по бокс, таекуондо, национални и модерни танци, бални танци. От 2011 г. се провежда Всеукраинският годишен турнир „За наградите на кмета на Балабино“, броят на участниците достигна 205 души, селото се превръща в малката столица на бокса в Запорожие. Една от първите в Украйна "медийни библиотеки" отвори врати в балабинската гимназия "Престиж", на чието откриване присъства първата дама на Украйна. Всички социални съоръжения са обновени по енергийно ефективен и естетичен начин.

## Други
На 22 февруари 2014 г. паметник на Владимир Ленин беше съборен.
На 12 юли 2017 г. епископ Фотий Давиденко осветява храм в чест на апостол Андрей Първозвани.
В края на декември 2017 г. популярната фотозона „Обичам Балабино“ се появи в град Балабине, намира се на една от най-оживените улици на селото.
На 3 февруари 2022 г. тържествено беше открит първият супермаркет от търговската верига ATБ в Балабине..